# Willie Hobbs Moore
Willie Hobbs Moore (Atlantic City, 23 de mayo de 1934 - Ann Arbor, 14 de marzo de 1994) fue una física e ingeniera estadounidense. Fue la primera mujer afroamericana en obtener un doctorado en física.

## Educación
Willie Hobbs nació en Atlantic City, Nueva Jersey, el 23 de mayo de 1934, de padres Bessie y William Hobbs.
En 1954, comenzó a asistir a la Universidad de Míchigan en Ann Arbor, Míchigan, como estudiante universitaria de primera generación. Allí, obtuvo una licenciatura en ciencias en ingeniería eléctrica en 1958 y una maestría en ciencias en ingeniería eléctrica en 1961. En 1972, obtuvo un doctorado en física de la Universidad de Míchigan, lo que la convirtió en la primera mujer afroamericana en recibir un doctorado en física de una universidad estadounidense. Su tesis doctoral, A Vibrational Analysis of Secondary Chlorides [Un análisis vibratorio de cloruros secundarios], se completó bajo la supervisión del espectroscopista Dr. Samuel Krimm.

## Carrera
Mientras trabajaba para obtener su doctorado, Moore ocupó cargos en empresas de tecnología en Ann Arbor, como KMS Industries y Datamax Corporation. También ocupó puestos de ingeniería en Bendix Aerospace Systems, Barnes Engineering y Sensor Dynamics, donde realizó análisis teóricos.
Después de recibir su doctorado, Moore trabajó en la Universidad de Míchigan como profesora y científica investigadora hasta 1977, continuando con el trabajo espectroscópico sobre proteínas. En los cinco años posteriores a su disertación, publicó más de treinta artículos con Krimm y colaboradores, en una variedad de revistas, incluyendo el Journal of Molecular Spectroscopy, el Journal of Chemical Physics y el Journal of Applied Physics.
En 1977, Ford Motor Company contrató a Moore como ingeniero de montaje. Moore amplió el uso de Ford de los métodos de fabricación e ingeniería japoneses en la década de 1980. Lo hizo en parte escribiendo un documento técnico que comunicaba los conceptos del ingeniero japonés Genichi Taguchi como métodos de diseño de trabajo para uso práctico.
En enero de 1991, la revista Ebony nombró a Moore como una de sus 100 "mujeres negras más prometedoras en las empresas estadounidenses".
En honor a Moore, la Universidad de Míchigan estableció el premio Willie Hobbs Moore: Aspire, Advance, Achieve para aquellos que asesoran a los estudiantes en los campos de la ciencia, la tecnología y la ingeniería.

## Vida personal
Moore fue tutor en la Saturday African-American Academy en Ann Arbor, un programa comunitario para enseñar ciencias y matemáticas a estudiantes en los grados 5-12. También fue miembro de The Links, Incorporated.
Moore tuvo dos hermanas, Alice Doolin y Thelma Gordy. Durante treinta años, Moore estuvo casada con Sidney L. Moore, quien enseñó en el Instituto Neuropsiquiátrico de la Universidad de Míchigan. Tuvieron dos hijos, Dorian Moore, M.D. y Christopher Moore RN. Moore tiene 3 nietos, Sydney Padgett, William Hobbs Moore y C. Jackson Moore.
Moore murió de cáncer en su casa de Ann Arbor el 14 de marzo de 1994.